# انحياز تأكيدي
الانحياز التأكيدي (أو الانحياز الذاتي)  هو الميل للبحث عن، وتفسير، وتذكُّر المعلومات بطريقة تتوافق مع معتقدات وافتراضات الفرد، بينما لا يولي انتباهًا مماثلًا للمعلومات المناقضة لها. هو نوع من الانحياز المعرفي والخطأ في الاستقراء. يُظهر الأشخاص هذا الانحياز عندما يجمعون أو يتذكّرون المعلومات بشكل انتقائي، أو عندما يفسّرونها بطريقة متحيّزة. يكون تأثير ذلك أقوى في المسائل المحكومة عاطفيًا والمعتقدات الراسخة بشدّة. يميل الأشخاص أيضًا إلى تفسير الأدلة الغامضة بشكل يدعم موقفهم الراهِن. استُشهد بالانحياز في البحث، والتفسير، والذاكرة لتأويل تضارُب الموقف (عندما يُصبح الخلاف أكثر حِدَّة برغم توافُر الأدلة نفسها لدى الأطراف المتنازعة)، ورسوخ الاعتقاد (عندما يستمر الاعتقاد بعد توضيح أن الدليل الذي يدعمه خاطئ)، تأثير الأسبقيّة غير المنطقيّة (الاعتماد بشكل أكبر على أوّل ما وُجد من سلسلة معلومات) والربط الوهمي (عندما يوجد اعتقاد خاطئ بارتباط حدثين أو موقفين).
أظهرت سلسلة من التجارب في ستّينات القرن العشرين أنّ الأشخاص ينحازون نحو تأكيد معتقداتهم الحاليّة. أعيد تفسير تلك النتائج بتجارب لاحقة بيّنت وجود ميل نحو اختبار الأفكار من جانب واحد، مع التركيز على احتمال واحد وتجاهل البدائل. في مواقف معيّنة، يُمكن لهذه النزعة أن تؤثّر على استنتاجات الأشخاص. تتضمَّن تفسيرات أسباب الانحيازات الملحوظة: التفكير الرغبوي وقدرة الإنسان المحدودة على معالجة المعلومات. يوجد تفسير آخر وهو ظهور الانحياز التأكيدي لدى الأشخاص لأنهم يقومون بِحساب العواقب في حال كونهم على خطأ، بدلًا من البحث بطريقة حياديّة وعلميّة.
يدعَم الانحياز التأكيدي الثقة المبالغة بالمُعتقدات الشخصية ويحفظ ويقوِّي المُعتقدات في وجه الأدلّة المعاكِسة. هناك أمثلة عدّة على القرارات السيّئة الناتجة عن الانحياز التأكيدي في السياق السياسي والتنظيمي.

## أنواعه
يمكن اعتبار الانحيازات التأكيدية على أنّها تأثيرات في استيعاب المعلومات. فهي تختلف عما يُدعى أحيانًا تأثير التأكيد السلوكي، المعروف عمومًا بنبوءة ذاتية التحقق، حيث تؤثِّر توقّعات الفرد على تصرّفاته، ويساعد السلوك في تحقيق النتائج التي توقّعها الفرد.
يحصُر بعض علماء النفس مصطلح «الانحياز التأكيدي» في الجمع الانتقائي للأدلّة، التي تدعم ما يؤمن به المرء، وتجاهُل أو رفض الأدلّة التي تؤيّد ناتجًا آخر. يُطبِّق علماء نفس آخرين المصطلح بشكل أوسع فيشمل نزعة الحفاظ على مُعتقدات الفرد عند البحث عن أدلّة، أو تفسيرها، أو استذكارها.

### بحث انحيازي عن المعلومات

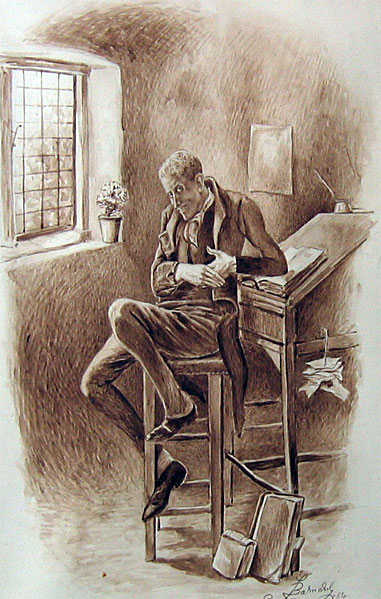
يوصف الانحياز التأكيدي بأنه "رجُل نعم" داخلي، يعيد ترديد معتقدات الشخص مثل شخصية تشارلز ديكنز يوريا هيب.

اكتشف الخبراء تكرارًا أن الأشخاص يميلون إلى اختبار الفرضيات من منظور واحد، بالبحث عن أدلّة تتناسب مع افتراضاتهم الحالية. بدلًا من البحث في كافّة الأدلّة المرتبطة بالموضوع، يقومون بصياغة أسئلة للحصول على إجابة تؤكد وتدعم افتراضاتهم. يقوم هؤلاء الأشخاص بالتركيز على النتائج المتوقَّعة في حال ثُبوت صحّة افتراضاتهم، وليس ما قد يحدث إذا اتَّضح أنّها خاطئة. على سبيل المثال، عند استخدام أسئلة نعم/لا للعثور على رقم يُرجَّح هو (أو هي) أنّه رقم ثلاثة فقد يسأل الشخص «هل هو رقم فردي؟» يُفضِّل الناس هذا النوع من الأسئلة، ويُدعى «اختبار إيجابي»، حتى وإن كان الاختبار العكسي (السلبي) مثل «هل هو رقم زوجي؟» سيعطي المعلومة ذاتها. لكن هذا لا يعني أنّ الناس يتقيَّدون باختبارات تضمن نتيجة بالإيجاب. في الدراسات حيث يختار الخاضعون للاختبار إمَّا اختبارات مزيفة أو أخرى تشخيصيّة صادقة، فهم يُفضِّلون التشخيصيّة.
لا يُعتبَر تفضيل الاختبارات الإيجابيّة انحيازًا بحدّ ذاته، حيث يمكنها أن تُعطي معلومات وفيرة. لكن، بدمجها مع عوامل أخرى، يُمكن لهذه الطريقة تأكيد الاعتقادات أو الافتراضات الحاليّة، بغضّ النظر عن صحّتها. في المواقف الواقعية، يكون الدليل مُعقَّدًا ومُحيِّرًا. على سبيل المثال، في حال وجود أفكار عديدة متناقضة حول شخص ما، يُمكن دعم كل منها بالتركيز علي جانب واحد من سلوكياته. إذًا فإنّ أيّ بحث عن أدلّة لصالح افتراض ما، غالبًا ما ينجح. يتَّضِح ذلك في أنَّ صياغة السؤال يُمكنها تغيير الإجابة بشكل ملحوظ. على سبيل المثال، مَن يُسألون «هل أنت سعيد بحياتك الاجتماعيّة؟» يظهر لديهم رِضى أكبر من هؤلاء الذين يُسالون «هل أنت غير سعيد بحياتك الاجتماعية؟».
يُمكن لأيّ تغيير طفيف في كلمات السؤال التأثير على كيفية بحث الأشخاص في المعلومات المتاحة، وبالتالي على النتائج التي يَصلون إليها. اتَّضح هذا باستخدام قضية خيالية تدور حول الوصاية على طفل. قرأ المشاركون أن الوالِد (أ) مناسب بعض الشيء ليكون الوصيّ من نواحٍ عدّة. في حين تميَّز الوالد (ب) بمزيج من الصفات البارزة الإيجابيّة والسلبيّة: العلاقة وطيدة مع الطفل، لكن الوظيفة سوف تُبقيه بعيدًا عنه لفترات طويلة. عندما طُرح السؤال، «أيّ من الوالدين يجب أن يحصل على وصاية الطفل؟» اختار أغلبيّة المشاركون الوالد (ب)، نظرًا للصفات الإيجابيّة بشكل أساسي. بالرغم من ذلك، عندما سُئلوا «أيّ من الوالدين يجب أن يُمنَع من الوصاية على الطفل؟» فقد بحثوا عن صفات سلبيّة، وأجاب الأغلبيّة أنّ الوالد (ب) يجب أن يُمنَع من الوصاية، ممّا يدلّ ضمنًا أنّ الوالد (أ) يجب أن يحصل على الوصاية.
عَرضَت دراسات مشابهة كيفيّة قيام الأشخاص ببحث انحيازي عن المعلومات، لكنّها أوضحت أيضًا أنّ هذه الظاهرة يُمكن تقنينها عبر تفضيل الاختبارات التشخيصيّة الصادقة. في تجربة أوليَّة، قام المشاركون بتصنيف شخص آخر حسب أحد أبعاد الشخصية وهو الانفتاح والانطواء في مُقابلة عَمَل، بحيث يتمّ اختيار أسئلة المُقابلة من قائمة مُعيَّنة. عندما قُدِّم من يخضع للمقابلة بصفته انطوائي، اختار المشاركون أسئلة تفترض الانطواء، مثلًا، «ما الذي تجده مزعجًا في الحفلات الصاخبة؟» وعندما قُدِّم إليهم بصفته منفتح، معظم الأسئلة تقريبًا افترضت الانفتاح، مثلًا، «ماذا تفعل لجلب الحيوية إلى حفلٍِ مُملّ؟» هذه الأسئلة المُحمَّلة بالتكهُّنات تُعطي الخاضِعين للمقابلة فُرصةً ضئيلةً أو منعدمةً لتكذيب الافتراضات التي نشأت حولهم. أُعطِي المشاركون في نسخة لاحقة من التجربة أسئلة قليلة الافتراضية ليختاروا منها، على سبيل المثال، «هل تخجل وتهرب من مواقف التفاعُل الاجتماعي؟» وقد حبُّذوا استخدام تلك الأسئلة الأكثر تشخيصيّة، ممّا يوحي بقِلَّة الانحياز نحو اختبارات التأكيد الإيجابيّة. وقد تكرَّر هذا النمط من تفضيل الاختبارات التشخيصيّة على الاختبارات التأكيديّة في دراسات أخرى.
تؤثِّر سمات الشخصيّة على عمليّات البحث الانحيازيّة وتتفاعل معها. تتفاوَت قدرات الأفراد في حماية سلوكيّاتهم تجاه الهجمات الخارجيّة المتعلّقة بالتعرُّض الانتقائي. يحدُث التعرُّض الانتقائي عندما يبحث الأفراد عن معلومات منسجمة، ليست متناقضة، مع معتقداتهم الشخصية. هناك تجربة بحثت مدى رفض الأفراد للنقاشات التي تتعارض مع معتقداتهم الشخصيّة. ذوي مستويات الثقة العالية لديهم قابليَّة أكبر للسعي نحو معلومات تتعارض مع موقفهم الشخصي لبناء نقاش. أما ذوي الثقة المنخفضة فلا يسعَون نحو معلومات مُعاكِسة، بل يُفضِّلون تلك التي تؤيّد موقِفهم الشخصي. يستخرِج الأشخاص الأدلَّة المنحازة لمعتقداتهم وآرائهم ويقيِّمونها في النقاشات. تُقلِّل مستويات الثقة المرتفعة من تَفضيل المعلومات المؤيِّدة لمعتقدات الفرد.
هناك تجربة أخرى أسنَدت للمشاركين فيها مهمّة مُعقَّدة لاكتشاف القاعِدة تتضمَّن أجسام متحرّكة يُظهِرها الحاسب الآلي. اتَّبَعت الأجسام الظاهرة على شاشة الحاسب الآلي قوانين محدّدة، يجِب على المشاركين اكتشافها. لذا، قَذف المشاركون أشياءً نحو الشاشة لاختبار افتراضاتهم. بالرغم مِن المحاولات العديدة على مدى جلسة استمرّت عشر ساعات، لم يستطِع أيٌ مِن المُشاركين معرفة قواعد النِظام. لقد حاولوا توكيد افتراضاتهم لا تكذيبها، وتردّدوا في التفكير بالبدائل. حتى بعد رؤية أدلّة موضوعيّة تنفي افتراضاتهم، استمرّوا في خوض الاختبارات ذاتها. أعطي لبعض المُشاركين دروس لمعرفة الطُّرُق المناسبة لاختبار الفرضيّات، إلا أنّه لم يكن لتلك التعليمات أيّ تأثير تقريبًا.

### تفسير انحيازي
لا تنحصر الانحيازات التأكيديّة في مجموعة من الأدلَّة. حتّى إن كان لدى شخصين المعلومات ذاتها، فطريقة تفسيرهما قد تكون متحيِّزة.
قام فريق في جامعة ستانفورد بإجراء تجربة تتضمَّن مشاركين لديهم آراء قويّة حول عقوبة الإعدام، نِصفهم مؤيِّد والنصف الآخر معارض. قرأ كل مشارك مواصفات دراستين: مقارنة بين الولايات الأمريكية بعقوبة الإعدام وبدونها، ومقارنة بين معدَّلات القتل قبل وبعد تطبيق عقوبة الإعدام في ولاية ما. بعد قراءة وصف سريع للدراستين، سُئِل المشاركين إن كانت آرائهم قد تغيّرت. بعد ذلك، قرأوا وصفًا أكثر تفصيلًا لمسار تلك الدراسات وكان عليهم تقييم إذا كان البحث جيّدًا ومقنعًا أم لا. في الواقع، كانت الدراسات تخيّليّة. قيل لنصف المشاركين إنَّ إحدى الدراستين تدعم النظام الرادع والأخرى تعوقه، أما بالنسبة للمشاركين الآخرين حدَث إبدال في الاستنتاجات.
لوحظ حدوث تحوُّل طفيف في ميل المشاركين، مؤيّدين أو معارضين، إلى أوّل دراسة قرأوها. بعد قراءة الوصف الأكثر تفصيلًا للدراستين، عاد جميعهم تقريبًا إلى اعتقادهم الأصلي بغض النظر عن الأدلّة المقدّمة، مشيرين إلى التفاصيل التي تدعم وجهة نظرهم ومتجاهلين لأي شيء يتعارض معها. وصَف المُشاركون الدراسات الداعمة لآرائهم السابقة بأنها متفوَّقة على تلك المناقضة، وذلك بطرق مفصَّلة ومحدَّدة. حين كتابته عن دراسة يبدو أنها تُقلِّل من شأن تأثير الرَدع، كتب شخص مؤيد لعقوبة الإعدام، «لم يجر البحث خلال فترة زمنية طويلة بشكل كافِ»، بينما علَّق شخصٌ معارضٌ على الدراسة نفسها وقال، «لم يُقَدَّم دليل قوي يُعارِض الباحثين». أوضحت نتائج التجربة أنَّ الأشخاص يضعون معايير أعلى لأدلّة الافتراضات التي تتعارض مع توقّعاتهم الحاليّة. هذا التأثير المعروف باسم «انحياز تكذيبي»، دعمته تجارب أخرى.
أجريت دراسة أخرى حول التفسير الانحيازي أثناء الانتخابات الرئاسية في الولايات المتحدة عام 2004 وتضمَّنت مُشاركين لديهم مشاعر قويّة تجاه المرشَّحِين.

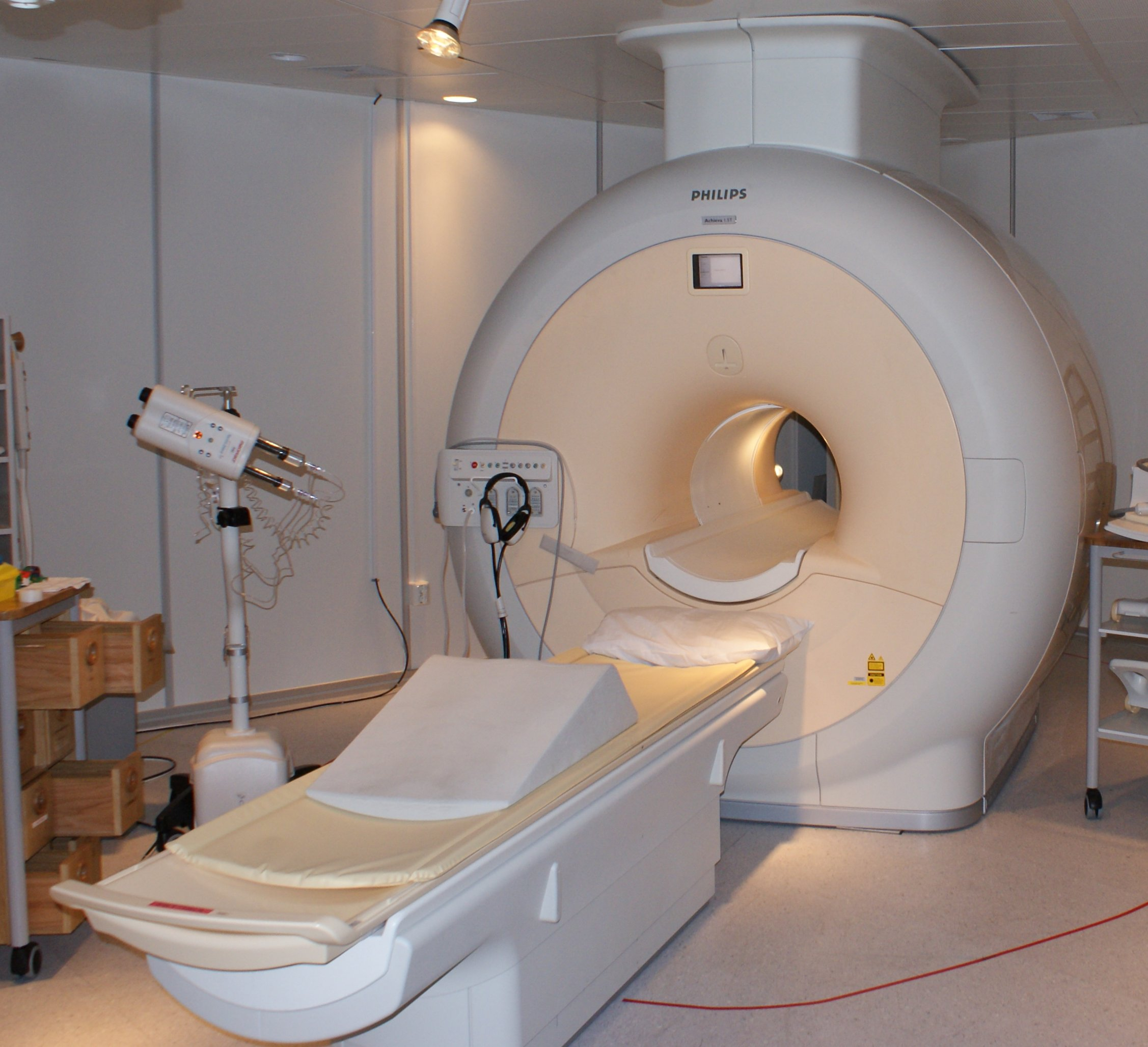
تسمح تقنية MRI للباحثين فحص كيفية تعامُل الدماغ مع المعلومات غير المرغوب فيها.

عُرضَت عليهم أزواج مِن التصريحات المتناقِضة، سواء للمرشَّح الجمهوري جورج دبليو بوش، أو المرشَّح الديمقراطي جون كيري أو شخصيّة عامّة محايدة سياسيًا. عُرضَت عليهم أيضًا تصريحات إضافيّة جعلت التناقُض الواضح يبدو منطقيًا. مِن تلك المعلومات الثلاث، وجب عليهم أن يقرّروا إذا ما كانت تصريحات كلّ فرد مُتناغِمة أم لا. كانت هناك اختلافات شديدة في تلك التقييمات، حيث يُرجَّح أن يفسِّر المشاركون تصريحات مُرشَّح يعارضونه على أنها مُتناقضة.
في تلك التجربة، أصدَر المُشاركون أحكامهم أثناء وجودهم بجهاز تصوير بالرنين المغناطيسي (إم آر آي) الذي راقَب نشاطهم الدماغي. عندما قيَّم هؤلاء المشاركون تصريحات متناقِضة لمرشّحهم المفضّل، أثار ذلك مراكز العاطفة في دماغهم؛ ولم يحدث ذلك مع تصريحات الشخصيّات الأخرى. استنتجت التجارب أنّ ردود الأفعال المختلفة تجاه التصريحات لم تنتج عن أخطاء التفكير السلبي؛ بل كان المشاركون يقلِّلون من التنافر المعرفي الناجم عن قراءة التصرّفات اللاعقلانية لمرشَّحهم المفضَّل.
تكون الانحيازات في تفسير المُعتقد راسخة، بغضّ النظر عن مستوى الذكاء. خضع مُشاركون في تجربة إلى اختبار سات (اختبار التحاق بالجامعة يستخدم في الولايات المتحدة) لتقدير مستويات ذكائهم. قرأ المشاركون بعد ذلك معلومات متعلِّقة بمخاوف الأمان بالمَركبات، وتلاعبت التجارب ببيانات البلد المنشأ للسيّارة. أدلى مشاركون أمريكيّون برأيهم حول وجوب حظر السيارة بمقياس سِتّ نقاط، حيث كان رقم واحِد يعني «بالطبع نعم» وستة يعني «بالطبع لا.» قيَّموا أولًا احتماليّة السماح لسيّارة ألمانيّة خطيرة بالسير في شوارع أمريكا، وسيّارة أمريكيّة خطيرة في شوارع ألمانيّا. اعتقد المشاركون أنَّ السيّارة الألمانيّة الخطيرة في شوارع أمريكا يجب أن تُحظر بشكل أسرع من السيّارة الأمريكيّة الخطيرة في شوارع ألمانيا. لم يكن هناك فارق في مستويات الذكاء فيما يتعلَّق بمدى سرعة حظر المشاركين لسيّارة.
لا ينحصر التفسير الانحيازي في الموضوعات الهامَّة عاطفيًا. في تجربة أخرى، روي للمشاركين قصّة عن سرقة ما. كان عليهم قياس الأهمّيّة البرهانيّة لبعض الأقوال والإقرار مع أو ضد شخصيّة معيّنة كانت مسؤولة عن الحادثة. عندما افترضوا أنَّ تلك الشخصية مُذنبة، قيَّموا الأقوال التي تدعم ذلك الافتراض بأنها أكثر أهمّيّة من الأقوال المتعارضة معها.

### ذاكرة انحيازية
حتى إذا جمع الأشخاص الأدلَّة وفسّروها بطريقة حياديّة، فإنّهم يستمرّون في تذكُّرها انتقائيًا لدعم توقّعاتهم. يُدعى هذا التأثير «استرجاع انتقائي»، «ذاكرة التأكيد» أو «ذاكرة متحيّزة المرور». تختلف النظريّات النفسيّة في توقّعاتها حول الاسترجاع الانتقائي. تتنبأ نظرية المخطط بأنَّ تخزين واسترجاع المعلومات المتوافِقة مع التوقُّعات المُسبقة سيكون أسهل من المعلومات غير المتوافِقة. تُفيد بعض المقاربات البديلة بأنَّ المعلومات المفاجِئة تتمَيّز عن غيرها وبذلك يَسهُل تذكُّرها. تأكَّدت توقّعات هاتين النظريّتين في تجارب مختلفة، ولم تتفوَّق نظريّة على الأخرى بشكل تامّ.
في إحدى الدراسات، قرأ المشاركون ملف امرأة يصف مزيجًا من التصرفّات الانطوائيّة والانفتاحيّة. ثُم كان عليهم تذكُّر أمثلة لانطوائها وانفتاحها. طُلِب من مجموعة أن يقيِّموا المرأة من أجل وظيفة أمينة مكتبة، بينما طُلِب من مجموعة ثانية أن يقيّموها من أجل وظيفة في مبيعات العقارات. كان هناك فارقًا ملحوظًا بين ما تذكَّرته هاتان المجموعتان، مجموعة «أمينة المكتبة» تذكَّرت أمثلة أكثر على الانطوائيّة، في حين أنّ مجموعة «المبيعات» تذكّرت تصرفّات أكثر انفتاحًا. ظَهَر تأثير الذاكرة الانتقائيّة أيضًا في تجارب تتلاعب بمرغوبيّة أنواع الشخصيّات. في إحدى تلك التجارب، عُرِضَت أدلّة على مجموعة من المشاركين تفيد بأنّ الأشخاص الانفتاحيّين أكثر نجاحًا من الانطوائيّين. وهناك مجموعة أخرى قيل لها العكس. في دراسة لاحقة -يبدو ظاهرياً أنّها غير مرتبطة بالدراسة السابقة- طُلِب منهم تذكُّر أحداث من حياتهم كانوا فيها انطوائيّين أو انفتاحيّين. قدَّمت كلّ مجموعة من المشاركين ذكريات أكثر تربطهم بنوع الشخصيّة المرغوب أكثر، وتذكَّروا تلك الأشياء بسرعة أكبر.
يُمكن أيضًا للتَّغيُّرات في الحالات العاطفيّة أن تؤثِّر على استرجاع الذاكرة (الاستذكار). في إحدى التجارب طُلب من المشاركين قياس مدى مشاعرهم حينما علِموا لأول مرة عن براءة أو جاي سيمبسون مِن اتهامات القتل المُسندة إليه. وصفوا ردود أفعالهم العاطفية بخصوص الحُكم بعد المحاكمة بأسبوع، وبشهرين، وبسنة واحدة. أشارت النتائج إلى تغيُّر في تقييم المشاركين حول ذنب سيمبسون بمرور الوقت. لوحظ اقتران حدوث تغير في رأي المشاركين عن الحكم مع عدم التيقن من استذكارهم لمشاعرهم الأولية. في حين أنه عندما تذكُّروا ردّ فعلهم الأوّل وبعد شهرين وبعد عام كامل، تشابَهت التقييمات العاطفيّة الماضية كثيرًا مع الحالية. يُظهِر الأشخاص تحيّزًا ذاتيًا كبيرًا حين مناقشة آرائهم حول موضوعات مثيرة للجدل. استرجاع الذاكرة وبناء الخبرات يخضعان لمراجعة مرتبطة بالحالات العاطفية الموافقة.
تبيَّن أنَّ الانحياز الذاتي يؤثِّر على دِقَّة استرجاع الذاكرة (الاستذكار). في إحدى التجارب، قيَّم الأرامل مِن الجنسين شِدَّة الحزن الذي اختبروه بعدَ مضيّ فترة ستّة أشهر وفترة خمس سنوات من وفاة أزواجهم. لوحظ أنَّ المشاركين مرّوا بحزن بعد ستّة أشهر أكبر من الحزن بعد مرور خمس سنوات. لكن، عندما سُئلوا بعد خمس سنوات عن شعورهم بعد ستّة أشهر من وفاة الشخص المقرَّب إليهم، شدّة الحزن التي تذكَّروها ارتبطت بشكل كبير مع مستوى حزنهم الحالي. يبدو أن الأفراد يستخدمون حالتهم العاطفيّة الراهنة في تحليل المشاعر التي مرّوا بها وقت الأحداث الماضية. يعاد تشكيل الذكريات العاطفيّة بواسطة الحالات العاطفيّة الحاليّة.
أوضحت إحدى الدراسات كيف يمكن للذاكرة الانتقائيّة أن تعزِّز الإيمان بوجود إدراك خارج الحواس. عُرضَ على المؤيِّدين والمكذبين أوصاف لتجارب تخص الإدراك الحسي الفائق. قيل لنصف كل مجموعة أنَّ نتائج التجارب أيَّدَت وجود الإدراك الحسِّي الفائق، بينما قيل للآخرين أنّها لم تؤيّدها. في اختبار لاحق، تذكَّر المشاركون المعلومات بدقّة، إلا المؤيدين الذين قرأوا الأدلّة غير المؤيّدة. تذكَّرت تلك المجموعة معلومات أقلّ بشكل ملحوظ وبعضهم تذكَّر بالخطأ أنّ النتائج مؤيِّدة للإدراك الحسِّي الفائق.

## تأثيرات ذات علاقة

### تضارُب الرأي
عندما يقوم أشخاص لديهم آراء متعارضة بتفسير معلومات جديدة بطريقة انحيازية، قد تتباعد آراؤهم بشكل أكبر. يُدعى ذلك «تضارُب الموقِف». ظهر ذلك التأثير في تجربة تضمَّنت سَحب سلسلة من الكرات الحمراء والسوداء من إحدى سلّتين مغلقتين من «سلَّات البينغو». عَلِم المُشاركون أن هناك سَلَّة تحتوي على 60% كرات سوداء و40% كرات حمراء؛ والأخرى 40% سوداء و60% حمراء. القائِمون على التجربة نظروا إلى ما حدث حين سُحبت كرات بألوان متبادلة تباعًا، بتسلسل لا يُرجِّح أيًا من السَّلَّتين. بعد سحب كل كرة، طُلِب مِن المشاركين في إحدى المجموعات النطق بحكمهم عاليًا حول احتمالية سحب الكرات مِن سلَّة مُعيَّنة. زادت ثقة هؤلاء المشاركين مع كل سحبة متوالية- سواء اعتقدوا في البداية أن المصدر غالبًا هو السلة التي بها 60% كرات سوداء أو التي تحتوي على 60% كرات حمراء، وازداد تقديرهم للاحتمال. طُلِب مِن مجموعة أخرى مِن المشاركين التصريح بتقديرات الاحتمال فقط عند نهاية سلسلة مِن الكرات المسحوبة، وليس بعد كل كرة. لم يُظهروا تأثير التضارُب، مما يشير إلى عدم ضرورة حدوثه عندما يكون للأشخاص ببساطة مواقِفًا مختلفة، بل عندما يتمسَّكون بها بشدّة.
أُجريت دراسة أقل تجريدًا وهي تجربة ستانفورد للتفسير الانحيازي حيث قرأ المشاركون ذوي الآراء القوية حول عقوبة الإعدام عن الأدِلَّة المختلطة للتجارب. تبيَّن أن آراء ثلاثة وعشرون بالمائة مِن المشاركين أصبحت أكثر تطرّفًا، وأنّ ذلك التحوّل الذاتي ارتبط بشدَّة مع مواقفهم الأوَّليَّة. في تجارب لاحقة، تبيَّن أيضًا أنَّ آراء المشاركين أصبحت أكثر تطرّفًا في الاستجابة للمعلومات الغامضة. لكن، لم يظهر فارق كبير بالمقارنة بين مواقفهم قبل وبعد الأدِلَّة الجديدة، ممّا يشير إلى أنَّ التغيُّرات الذاتيّة قد لا تكون حقيقيّة. وفقًا لتلك التجارب، استنتجت ديانا كون وجوزيف لاو أنَّ التضارُب ظاهرة حقيقيّة ولكن ليست محتومة إطلاقًا، بل تحدُث فقط في حالات قليلة جدًا. لقد وجدوا أنَّ ما أثاره ليس النظر للأدلّة المختلطة وحسب، بل مجرّد التفكير بالموضوع.
رَأَى تشارلز تابر وميلتون لودج أنَّ نتائج فريق ستانفورد يصعُب تكرارها لأن الحُجج المستخدمة في التجارب اللاحقة كانت مجرَّدة ومحيِّرة للغاية ولا تثير ردّ فعل عاطفي. استخدمت دراسة تابر ولودج موضوعات حسّاسة مثل الحد من السلاح والتمييز الإيجابي. وقاموا بقياس مواقِف مشاركيهم نحو تلك المسائل قبل وبعد قراءة حُجج جميع أطراف النقاش. أظهرت مجموعتان مِن المشاركين تضارُبًا في الموقِف: أصحاب الآراء القويّة المُسبقة وأصحاب المعرفة السياسية. في جزء مِن تلك الدراسة، اختار المشتركون مصادر المعلومات التي سيقرأونها مِن قائمة أعدَّها القائمون على التجربة. على سبيل المثال، تسنَّى لهم قراءة حُجج «الجمعية القومية للبندقية» و«ائتلاف بريدي ضد السلاح» حول الحدّ من السلاح. بالرغم من وجود تعليمات بالمساواة، فضَّل المشاركون غالبًا قراءة الحُجج المؤيّدة لمواقِفهم الحاليّة عن المعارضة لها. ارتبط هذا البحث الانحيازي عن المعلومات بشدّة مع تأثير التضارُب.
«تأثير النتيجة العكسية» هو اسم للحالة عندما، تكون الأدِلَّة المتاحة مُعاكِسة لمُعتقداتهم، يُمكن للأشخاص رفض الأدِلَّة والتَّمسُّك برأيهم أكثر. ابتكر تلك العبارة برندن نايهان وجيسون ريفلر.

### استمرار المعتقدات غير الموثوقة
يُمكن استخدام الانحيازات التأكيدية لتفسير سبب استمرار بعض المعتقدات عندما تختفي الأدلّة الأوَّليَّة عليها. أظهرت سلسلة من التجارب ذلك التأثير الخاص بثبات ورسوخ المُعتقد باستخدام ما يسمَّى «نموذج الاستجواب». يقرأ المشاركون أدلّة مزيّفة لتكوين افتراض، يُقاس مدى تغيُّر موقِفهم، ثم يُكشَف الزيف تفصيليًا. ثم تُقاس مواقفهم مرّة أخرى للتأكُّد إذا عاد مُعتقدهم إلى وضعه السابق.
هناك استنتاج شائع وهو أنّ بعض المُعتقدات الأوَّليَّة تبقى على الأقلّ حتّى بعد القيام باستجواب كامل. في إحدى التجارب، وجب على المشاركين التفرقة بين رسائل الانتحار الحقيقيّة والمزيَّفة. كانت التغذية الراجعة عشوائية: حيث قيل للبعض أنَّهم قد أبلوا بلاءً حسنًا، بينما قيل لآخرين أنَّهم قاموا بأداء سيء. حتى بعد الاستجواب الكامل، ظلّ المشاركون متأثّرين بأجوبة التغذية الراجعة. إذ ظلُّوا يُفكِّرون أنَّهم أفضل أو أسوأ من المستوى المتوسط في ذلك النوع من المَهمَّات، بالاعتماد على ما قيل لهم في البداية.
في دراسة أخرى، قرأ المُشاركون تقييمات للأداء في العمل لاثنين مِن رجال الإطفاء، بالإضافة إلى استجاباتهم نحو اختبار تفادِي المُخاطرة. تلك البيانات الخيالية رُتِّبَت لتوضِّح وجود ارتباط سلبي أو إيجابي: قيل لبعض المشاركين أنَّ رجل الإطفاء المُخاطِر كان أفضل، بينما قيل لآخرين إنَّه جيد ولكن أقلّ مِن زميله مُتجنِّب المخاطِر. حتى إن كانت دراسة الحالتين حقيقيّة، كانت لتمثِّل دليلًا ضعيفًا للغاية لاستنتاج حول أداء رجال الإطفاء بشكل عام. بالرغم من ذلك، وجد المُشاركون أنَّها مُقنِعة موضوعيًا. عندما ظهر أنَّ دراسة الحالات خيالية وموضوعة، اختفى اعتقاد المشاركين بوجود رابط، لكن حوالي نصف التأثير الأصلي بقي موجودًا. أكَّدت مقابلات المتابعة أنَّ المشاركين قد فهموا الاستجواب وأخذوه على محمل الجدّ. بدا أنَّ المشاركين قد وثقوا في الاستجواب، لكنّهم اعتبروا المعلومات غير الموثوقة غير هامّة لمُعتقدهم الشخصي.

### تفضيل المعلومات الأوَّليَّة
أوضحت التجارب أنَّ المعلومات تكون مُرجَّحة بشكل أقوى عندما تظهر أولًا ضمن سلسلة معلومات، حتى وإن كان الترتيب بلا أهمّيّة. على سبيل المثال، يُشَكِّل الأفراد انطباعًا أكثر إيجابية عن شخص وُصِفَ بأنه «ذكي، مجتهد، تلقائي، انتقادي، عنيد، حسود» من الانطباع المأخوذ عندما تُعرَض عليهم الكلمات ذاتها بترتيب معكوس. يختلف التأثير غير المنطقي للأسبقيّة عن تأثير الأسبقيّة في الذاكرة حيث تترك العناصر الأولى في سلسلة من العناصر أثرًا أقوى في الذاكرة. يتيح التفسير الانحيازي إيضاحًا لذلك التأثير: عند رؤية الدليل الأوَّل، يشكِّل الأشخاص افتراضًا فعّالًا يؤثّر على كيفيّة تفسيرهم لبقيّة المعلومات.
استُخدِمَت رقاقات ملوّنة سُحِبَت فرضيًا من إناءين لتوضيح الأثر غير المنطقي للأسبقيّة، وقيل للمشاركين بالتجربة نمط توزيع الألوان بالإناءين، وطُلِبَ منهم تقدير احتماليّة سحب رقاقة معيّنة من أحد الإناءين. في الواقع، ظهرت الألوان بترتيب مُسبق. رجَّحت أول ثلاثون سحبة الإناء الأول والثلاثون التالية رجَّحت الآخر. كانت السلسلة محايدة إجمالًا لذا منطقيًا يعتبر الإناءين متساويين في الأرجحيّة. على الرغم من ذلك، بعد ستّين سحبة، فضَّل المشاركون الإناء الأوّل بناءً على أوّل ثلاثين سحبة.
تضمَّنت تجربة أخرى عرضًا مرئيًا لشيء ما بصورة مشوّشة في باديء الأمر ثم تتّضح الرؤية قليلًا مع مرور الصور التالية للشيء نفسه. بعد مرور كل صورة، طُلِبَ من المشاركون تحديد أقرب تخمين يُناسب ماهيّة ذلك الشيء. مَن قاموا بتخمين خاطيء التزموا بتخميناتهم، حتّى عندما اتَّضحت الصورة بشكل كافٍ ليتعرَّف المشاركون الآخرون على ذلك الشيء.

### ربط وهمي بين الأحداث
الربط الوهمي هو الميل لرؤية روابط غير موجودة بين مجموعة من البيانات. اتَّضحت تلك النزعة للمرة الأولى في سلسلة من التجارب أٌجريت في أواخر ستينات القرن العشرين. في إحدى التجارب، قرأ المشاركون مجموعة مِن الدراسات حول حالات نفسية، وتضمَّنت استجابات إلى اختبار بقعة الحبر لرورشاخ. رجَّح المشاركون أنَّ الرجال المِثليِّين من المجموعة انتهوا إلى رؤية أرداف، شروج أو أشكال جنسية غامِضة في بقع الحبر. في الواقع لقد كانت الحالات خيالية وأيضًا، في إحدى المحاولات، قد أٌعِدَّت التجربة خصيصًا بحيث يُستبعد تكوين الرجال المِثليِّين لتلك الصور. تَوَصَّل عدد من المحلِّلين النفسيين في استطلاع للرأي إلى مجموعة الروابط الوهمية ذاتها بخصوص المِثليِّة الجنسيّة.
سجَّلت دراسة أخرى الأعراض التي يمرّ بها مرضى التهاب المفاصل، وعلاقتها بأحوال الطقس على مدى فترة استمرّت 15 شهرًا. قال جميع المرضى تقريبًا أنَّ آلامهم مرتبطة بأحوال الطقس برغم أنَّ نسبة الارتباط في الواقع كانت معدومة.
يُعَد هذا التأثير نوعًا من التفسير الانحيازي، مِن حيث تفسير أدلّة محايدة موضوعيًا أو مُعارِضة بطريقة تدعم المعتقدات الحاليّة. ويرتبط أيضًا بالانحيازات مِن حيث سلوك اختبار الفرضيَّة. عند اتِّخاذ قرار إذا ما كان حدثان، كالمرض والطقس السيّء، مرتبطَين أم لا، يعتمد الناس بشدّة على عدد حالات توافُر الحدثين معًا: كما في ذلك المثال، مظاهر الألم والطقس السيّء معًا. ويعيرون انتباهًا قليلًا نسبيًا لأنواع الحالات الأخرى (عدم وجود ألم و/أو وجود طقس جيد). وهذا يُعادِل الاعتماد على الاختبارات الإيجابيّة في اختبار الفرضيّة. قد يعكس ذلك أيضًا الاسترجاع الانتقائي، حيث قد يشعر الناس بارتباط حدثين لأن تذَكُّر أوقات حدوثهما معًا يكون أسهل.

### فروق فردية
كان الانحياز الذاتي يُعتبَر في وقت ما مرتبطًا بقدر أكبر مِن الذكاء؛ لكن الدراسات أوضحت أنّ الانحياز الذاتي يمكن أنّ يتأثَّر بالقدرة على التفكير المنطقي بشكل أكبر من تأثُّره بقدرٍ مِن الذكاء. قد يُسبِّب الانحياز الذاتي عدم القدرة على عَمَل تقييم فعَّال ومنطقي للجانب المُعارِض في نِقاش ما. أوضحت الدراسات أن الانحياز الذاتي هو غياب «انفتاح العقل الفعَّال،» أي البحث عن الأسباب التي قد تجعل فكرة أوَّليَّة تبدو مغلوطة. إجْمالاً، يُفَعَّل الانحياز الذاتي بالدراسات التجريبية متمثّلًا في كمّيّة الأدلّة المُستخدَمَة لدعم جانب معين عند مقارنته بالجانب المضاد له.
لقد توصَّلت دراسة إلى الفروق الفرديّة بخصوص الانحياز التأكيدي. تلك الدراسة تبحث في الفروق الفرديّة المُتَقَلِّبة والمكتسبة من خلال التعلُّم في سياق ثقافي. تَوصَّل الباحثون إلى فروق فرديّة هامّة في المناقشات. أشارت الدراسات إلى أهمّيّة الفروق الفردية مثل التفكير الاستنتاجي، وقُدرة التغلُّب على الانحياز للمعتقدات، الإدراك المعرفي، والتحكم بالأفكار في التنبؤ بالتفكير وتكوين الحُجج، والحُجج المضادة، والتفنيدات.
هناك دراسة أجراها كريستوفر وولف وآن بريت بحثت أيضًا في آراء المشاركين حول «ما مكوّنات الحُجّة القويّة؟» وكيف يمكنها أن تكون مصدرًا للانحياز الذاتي الذي يؤثر على طريقة تكوين الفرد لحُجَجه الخاصة. بحثت الدراسة في الفروق الفرديّة في بناء الحُجج وتطلّبت قيام المشاركين بكتابة مقالات. أُسنِد للمشاركين عشوائيًا مهمّة كتابة مقالة تدعم أو تنفي رأيهم بالحُجّة التي يحبّذونها في ظل توافر تعليمات معتدلة أو غير مقيّدة للبحث. حثَّت تعليمات البحث المعتدلة المشاركين على تكوين حُجّة متوازنة تتضمَّن المزايا والعيوب؛ أمَّا التعليمات الحُرة غير المقيّدة فلم تضع أيّة ضوابط حول كيفيّة تكوين الحُجّة.
إجمالًا، كشفت النتائج أنّ تعليمات البحث المعتدلة أدَّت لزيادة ملحوظة في استخدام معلومات تتعارض مع آراء المشاركين. توضِّح تلك البيانات أيضًا أنَّ المُعتقد الشخصي لا يُعَدّ مصدرًا للانحياز الذاتي. ولكنّ المشاركون الذين يعتقدون أن الحُجج الجيّدة تستند إلى حقائق كانوا عُرضى للانحياز الذاتي أكثر من هؤلاء الذين لم يتّفقوا مع هذا المبدأ. تتوافق تلك الأدلّة مع الآراء المطروحة في مقالة بارون التي تزعم أن آراء الأشخاص حول التفكير الجيّد يمكنها التأثير على كيفيّة تكوين الحُجج.

### في مجال الصحّة البدنيَّة والعقليَّة

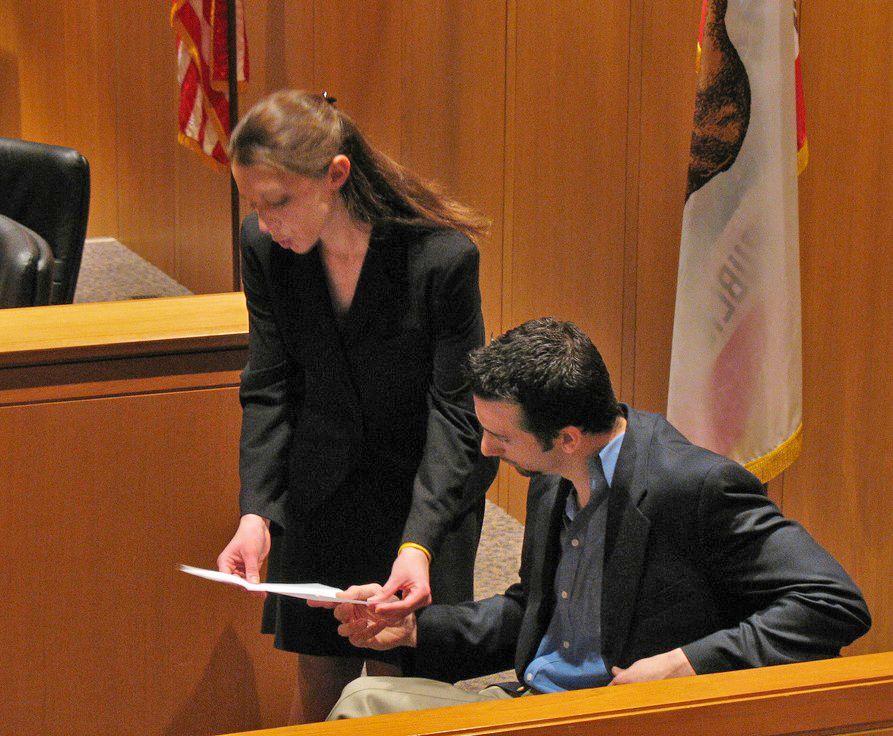
تُمَكِّن المحاكمات الصُوريَّة الباحثين مِن دراسة الانحيازات التأكيديّة في إطار واقِعي.

## تاريخه

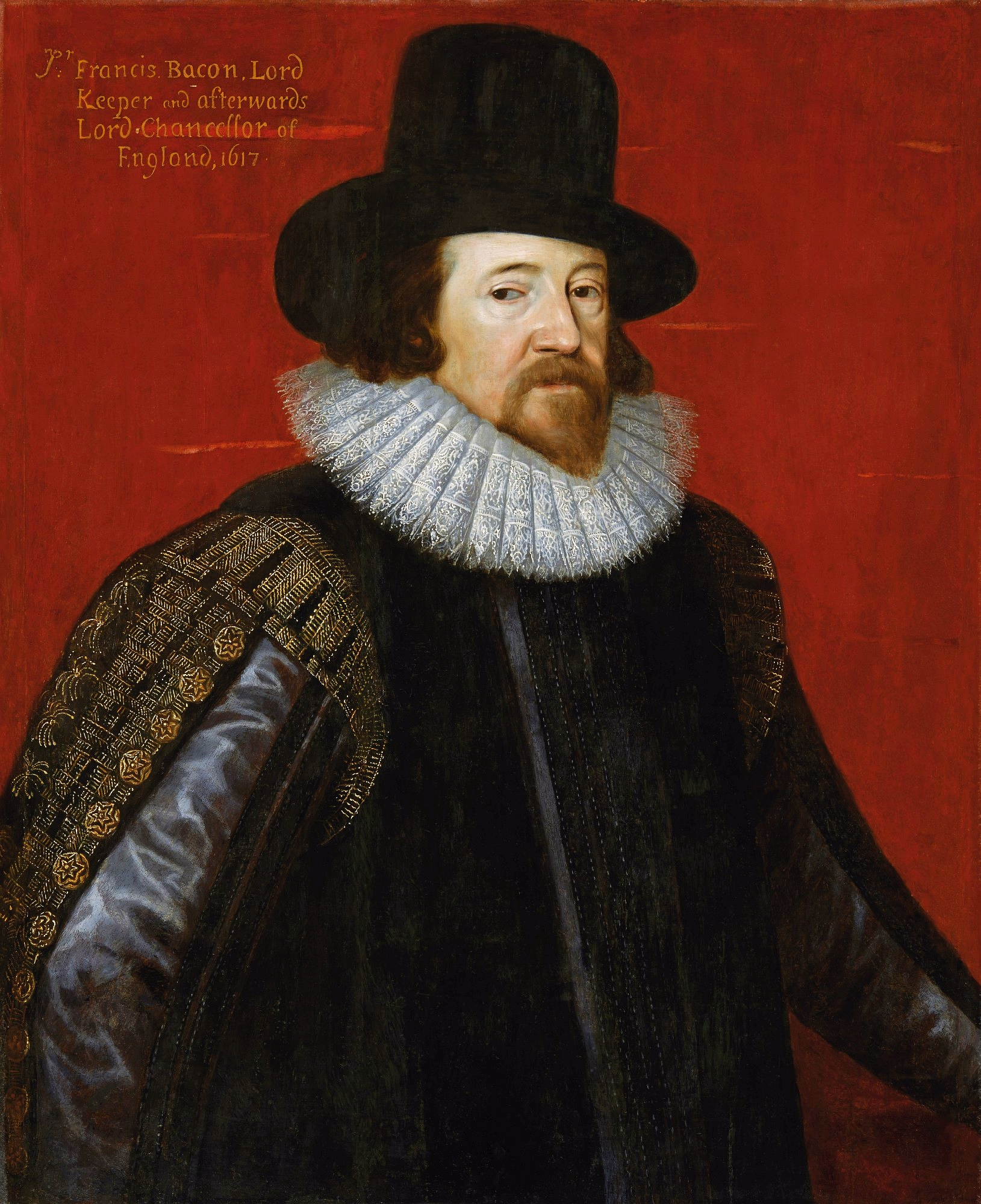
فرانسيس بيكون